# Talayots de Binicodrell
Les talayots de Binicodrell (de Dalt) sont un site archéologique situé sur la commune d'Es Migjorn Gran sur l'île de Minorque dans l'archipel des Îles Baléares en Espagne. Les deux talayots sont les seuls vestiges d'un ancien village talayotique, daté de l'âge du fer, désormais disparu.

## Historique
Selon des descriptions du site datant du début du XIXe siècle, le village était d'une grande superficie et on y voyait encore à l'époque des ruines de murs à pilastres.
Le site a été déclaré bien d'intérêt culturel en 1966 (référence d'enregistrement RI-55-0000696). En 2013, l'Espagne a proposé l'inscription du site au titre de la « culture talayotique de Minorque » sur la liste indicative de l'UNESCO, préalable à une possible inscription au patrimoine mondial.

## Talayot nord
La masse du talayot est entourée d'une rampe d'accès permettant d’accéder au sommet qui comportait une pièce désormais complètement ruinée. Dans une description donnée en 1891 par Francesc Camps i Mercadal, médecin et intellectuel de la ville d'Es Migjorn Gran, la rampe aurait été construite soixante plus tôt avec des décombres du talayot mais dans une lettre du recteur de la ville à Joan Ramis i Ramis datée de 1818, la rampe est déjà mentionnée. J. Mascaró Pasarius en déduit qu'il y aurait donc bien eu à l'origine une rampe d'accès mais qu'elle aurait été restaurée ultérieurement d'où la confusion entre sa construction et sa restauration.

## Talayot sud
Ce talayot est très endommagé : le parement extérieur de la construction, qui devait être constitué de grosses pierres, a disparu et les petites pierres actuellement visibles correspondent au remplissage interne. Selon des descriptions anciennes, l'édifice comportait une porte au sud-est donnant accès à un couloir d'environ 2 m de longueur obstrué par un éboulement et une seconde porte au sud-ouest donnant accès à une pièce intérieure. Seules les ruines du couloir sont encore visibles.

## Autres vestiges
Des tombes creusées dans la roche sont visibles à proximité du site à environ 70 m au sud-est du talayot sud. Elles pourraient dater de la période almohade.